# Sakaraha (distrikt)
Sakaraha District är ett distrikt i Madagaskar.   Det ligger i regionen Atsimo-Atsinananaregionen, i den sydvästra delen av landet, 500 km sydväst om huvudstaden Antananarivo.